# Boques de dragó
Les boques de dragó (Parentucellia viscosa) és una espècie de planta amb flors del gènere Parentucellia dins la família de les orobancàcies (Orobanchaceae). És una planta nativa de l'oest d'Europa, l'Europa mediterrània, el nord d'Àfrica, Orient Pròxim i el Caucas.
Addicionalment pot rebre el nom de motxa borda.

## Descripció
És una planta hemiparàsita, herbàcia, anual, amb glàndules enganxoses, verd clar, recta, normalment no ramificada, de 10-50 cm d'alt, amb tija quadrangular. Fulles oposades, oblongues, de fins a 12 mm de llarg i 5 mm d'ample, més o menys afilades, profundament dentades sobretot les superiors. Les inflorescències terminals són laxes, en espigues, amb fulles. El calze fa de 10-16 mm de llarg, tubular, els 4 sèpals tan llargs com el tub. La corol·la és groga, rarament blanca, bilabiada i caduca. El tub de la corol·la fa fins a 25 mm de llarg i tancat. El llavi superior té forma de casc, l'inferior més llarg, trilobat. Té quatre estams, 2 més llargs i 2 més curts. L'ovari és súper. El fruit és una càpsula vellosa, amb prou feines d'1 cm de llarg. Les llavors són petites.